# Braula
Braula са род двукрили насекоми от семейство Пчелни въшки (Braulidae), паразитиращи върху медоносната пчела (опаразитяването се нарича браулоза). Те са много необичайни по своите размери и външен вид двукрили – безкрили, сплеснати и с дължина около 1,5 mm.
Снасят яйцата си във восъчните пити. След излюпването си ларвите прокопават ходове из капачетата на килийките и се хранят с меда и прашеца. Накрая какавидират и след 20 дни се излюпва имагото което паразитира по пчелите-работнички и майката. Там те стимулират с крачката си пчелите-кърмачки или майката и ги принуждават да изпуснат през хоботчето си пчелно млечице което консумират.

## Класификация
- Вид Braula coeca Christian L. Nitzsch, 1818
- Вид Braula kohli Schmitz, 1914
- Вид Braula orientalis Òròsi Pál, 1939
- Вид Braula pretoriensis Òròsi Pál, 1939
- Вид Braula schmitzi Òròsi Pál, 1939